# Yuanfuliite
La yuanfuliite è un minerale appartenente alla classe dei borati.  

## Etimologia
È stato chiamato così in onore di Yuan Fuli, un geologo e professore cinese, per celebrare il centenario della sua nascita.

## Abito cristallino
La yuanfullite cristallizza nel sistema ortorombico